# Beignon
Beignon (bret. Benion) to miejscowość i gmina we Francji, w regionie Bretania, w departamencie Morbihan.
Według danych na rok 1990 gminę zamieszkiwały 712 osoby, a gęstość zaludnienia wynosiła 29 osób/km² (wśród 1269 gmin Bretanii Beignon plasuje się na 714. miejscu pod względem liczby ludności, natomiast pod względem powierzchni na miejscu 390.).